# Федеральная палата адвокатов Российской Федерации
Федеральная палата адвокатов Российской Федерации (ФПА) — общероссийская негосударственная некоммерческая организация, объединяющая адвокатские палаты субъектов Российской Федерации на основе обязательного членства.
Федеральная палата адвокатов является органом адвокатского самоуправления и уполномочена представлять интересы адвокатов и адвокатских палат субъектов России, в том числе при решении вопросов, связанных с выделением средств федерального бюджета на оплату труда адвокатов, участвующих в уголовном судопроизводстве в качестве защитников по назначению органов дознания, органов предварительного следствия или суда.
Решения ФПА и её органов, принятые в пределах компетенции, обязательны для адвокатов и адвокатских палат России.

## Органы управления ФПА
Высшим органом ФПА является Всероссийский съезд адвокатов, на котором каждая адвокатская палата субъекта федерации имеет по одному голосу. Всероссийский съезд адвокатов принимает кодекс профессиональной этики адвокатов, избирает членов ревизионной комиссии и коллегиальный исполнительный орган — Совет ФПА, определяет размер отчислений, рассматривает отчёты Совета и т. д. Федеральная палата адвокатов была создана в 2003 году после принятия Федерального Закона «Об адвокатской деятельности и адвокатуре в Российской Федерации» на I Всероссийском съезде адвокатов в начале 2003 года.
Совет ФПА избирает из своего состава президента Федеральной палаты адвокатов сроком на четыре года и по его представлению одного или нескольких вице-президентов Федеральной палаты адвокатов сроком на два года, определяет полномочия президента и вице-президентов. Также отвечает за созыв Всероссийского Съезда адвокатов, координацию деятельности адвокатских палат, распоряжение имуществом ФПА, участие в проведении экспертиз проектов федеральных законов по вопросам адвокатской деятельности и т. д.
С декабря 2022 года должность президента занимает Светлана Игоревна Володина.

## Комиссии ФПА РФ
- Комиссия ФПА РФ по этике и стандартам. Создана в 2015 году, возглавляется президентом, даёт толкования по вопросам применения этических норм адвокатов и разрабатывает критерии качества оказания юридических услуг[3]
- Научно-консультативный совет
- Ревизионная комиссия
- Комиссия по защите профессиональных прав адвокатов

## Информационные ресурсы
- «Вестник ФПА РФ»[4]
- Журнал «Российский адвокат»[5]
- «Адвокатская газета»[6]
- «Адвокатская газета» (сетевое издание www.advgazeta.ru)[7]

## Адвокатские палаты субъектов РФ
В России адвокатские палаты организованы по двум уровням: ФПА и адвокатские палаты субъектов. Объединение адвокатских палат субъектов в ФПА не ограничивает их правоспособность, вытекающую из статуса юридического лица. В общей сложности количество адвокатов в палатах субъектов более 80 тысяч. Если на 2023 год в адвокатской палате Москвы числилось 12 726 адвокатов, Московской области — 7396, а Санкт-Петербурга — 5152, то в палате Ненецкого автономного округа было всего 8, Чукотского — 44, Республики Алтай — 52.

## Награды ФПА
Для поощрения адвокатов и адвокатских образований, утверждения высоких стандартов адвокатской профессии, содействия развитию адвокатуры как одного из эффективных институтов гражданского общества утвержден ряд корпоративных наград:
- Национальная премия в области адвокатской деятельности и адвокатуры[9];
- Национальная премия по литературе в области права[10];
- Награды Ф. Н. Плевако[11];

К наградам ФПА РФ также относятся: орден «За верность адвокатскому долгу», медаль имени Императора Александра II, медали «За заслуги в защите прав и свобод граждан» I и II степеней, почетная грамота и благодарность, а также иные меры поощрения: памятная медаль, диплом, благодарственное письмо.
Кроме того учреждены Награды адвокатских палат.

## Кодекс профессиональной этики адвокатов
В начале 2003 года I Всероссийский съезд адвокатов принял Кодекс профессиональной этики адвокатов (КПЭА). К ключевым требованиям относятся профессиональная компетентность, независимость, доверие к адвокату и сохранение конфиденциальности. Профессиональная этика должна превалировать над пожеланиями клиента, а адвокаты могут браться только за дела, где не исключаются возможности разумно и добросовестно поддерживать и отстаивать. Причём предупреждение судебных разбирательств — неотъемлемая часть обязанностей адвоката.
В КПЭА неоднократно вносились изменения, часть из которых вызывала споры. Так, действие этического кодекса стало распространяться не только непосредственно на работу, но и на все случаи, когда ясна принадлежность к профессиональному сообществу. Было запрещено употреблять выражения, умаляющие честь и достоинство не только конкретного адвоката, но и всего адвокатского сообщества. С 2021 года не допускаются также публичное порицание обвиняемых и подозреваемых, любое вмешательство во внутренние дела адвокатской палаты или адвокатского образования, в котором адвокат не состоит.